# St-François-de-Sales (Lyon)

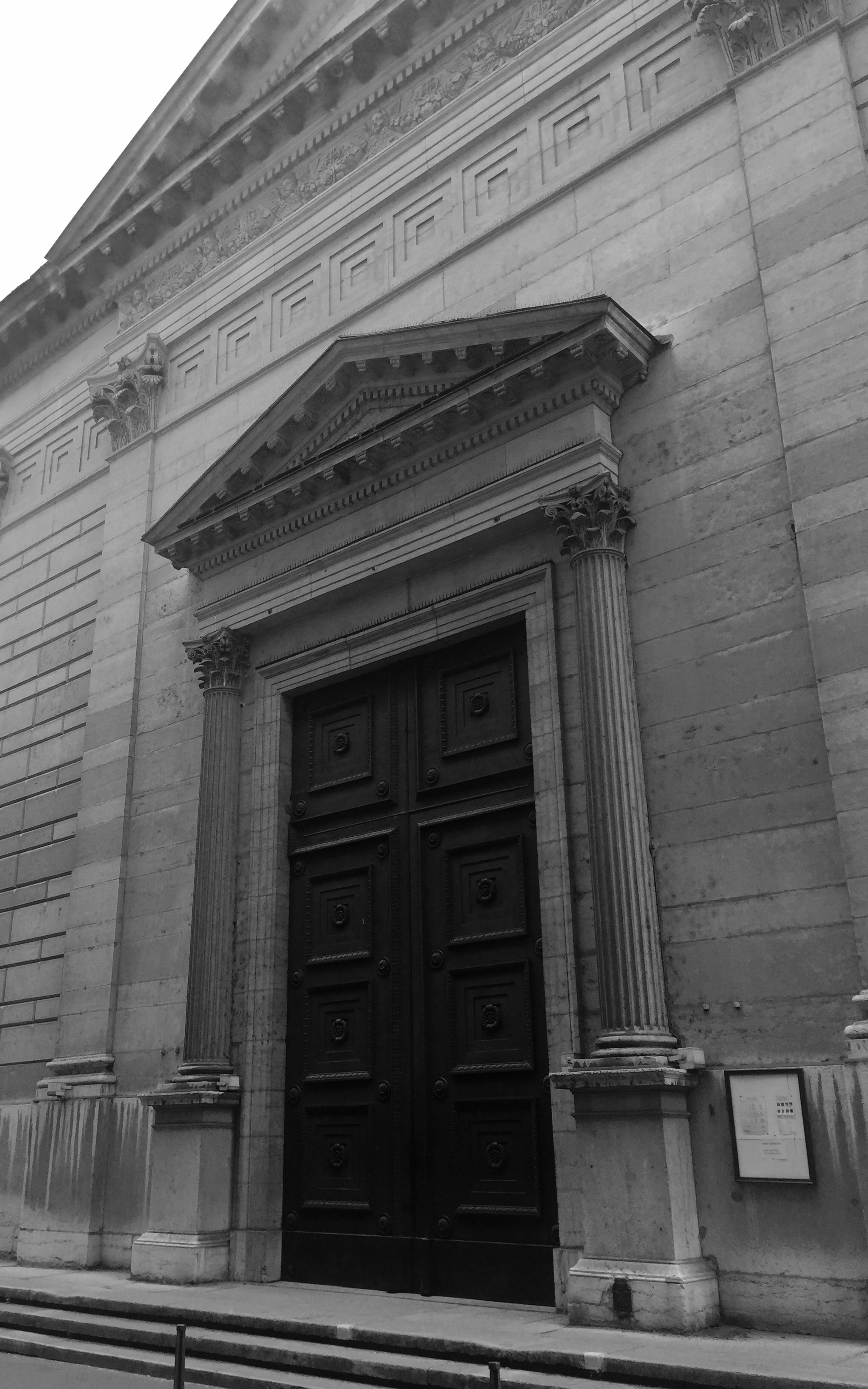
St-François-de-Sales (Lyon)

Die Kirche St-François-de-Sales ist eine römisch-katholische Kirche im 2. Arrondissement von Lyon.

## Lage
Die Kirche befindet sich auf der Halbinsel von Lyon südlich des Platzes Bellecour an der Kreuzung der Straßen Rue Auguste Comte und Rue Sala. Sie ist zu Ehren des heiligen Franz von Sales geweiht.

## Geschichte

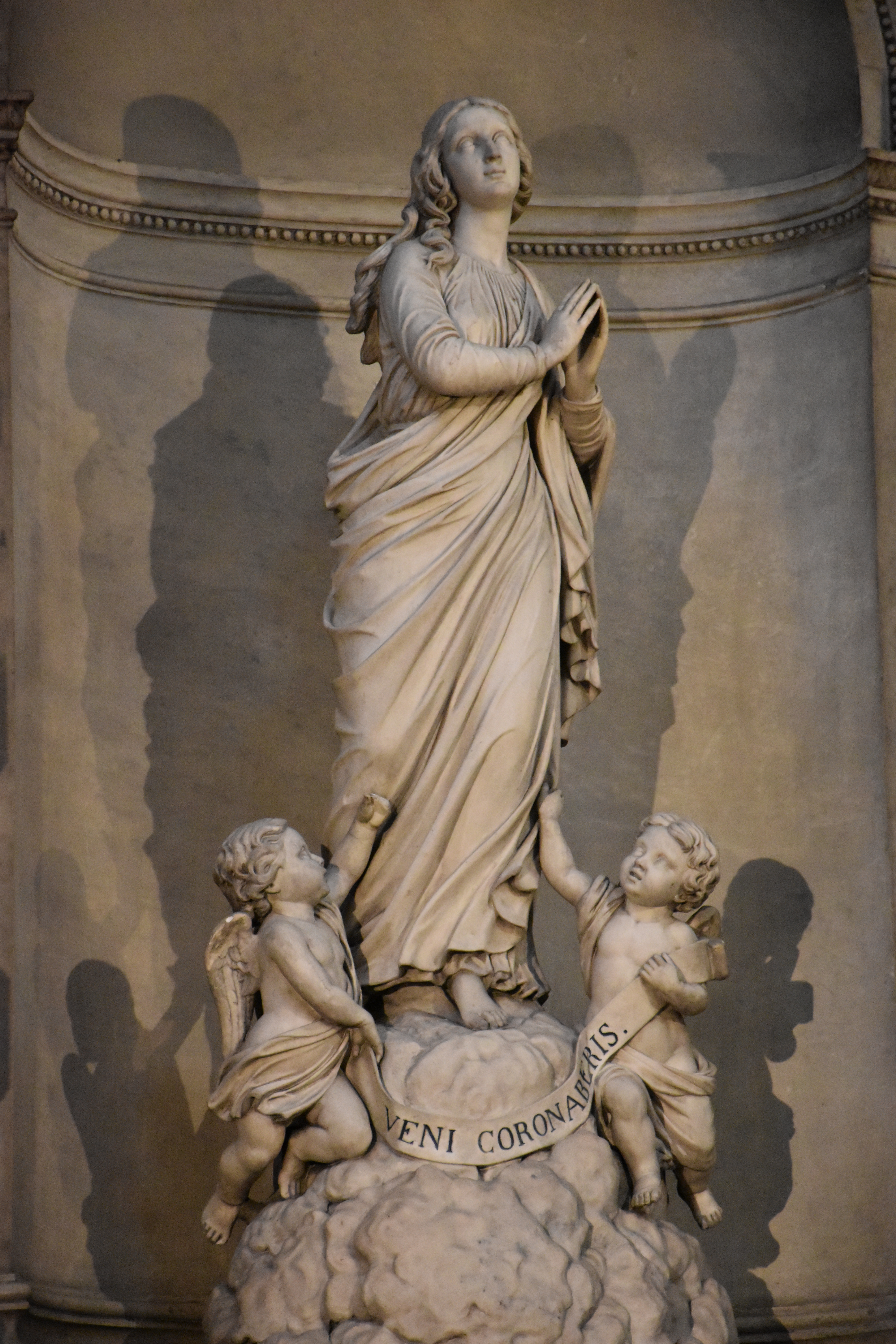
St-François-de-Sales (Lyon)

Die Baugeschichte der Kirche beginnt 1803 unter Kardinal Joseph Fesch und dauert bis 1847.  Die entscheidende stilistische Orientierung kam ab 1830 von dem Architekten Claude-Anthelme Benoit  (1794–1876). 

## Architektur
Das Äußere ist klassizistisch streng. Der Innenraum der großen Kirche besteht aus Langhaus, Querhaus und Chor. Er liegt stilistisch zwischen Klassizismus und Neoromanik und ist gänzlich ausgemalt. Das Langhaus ist eine Emporenhalle. In der Vierung erhält der Raum zusätzliches Licht aus den Fenstern des von Pendentifs gestützten Tambours der Vierungskuppel. Die Kuppel selber ist eine achteckige Schirmkuppel.

## Ausstattung
Die Hauptorgel ist im Chor platziert.
Alexandre Denuelle (1818–1879) malte das blaue sternenbesetzte Gewölbe und die Kuppel. Louis Janmot malte in der Kuppel die vier Erzengel und die vier Evangelisten sowie weitere Fresken und Bilder der Kirche. Ein weiteres Bild stammt von Edouard Ravel de Malval (1850–1888). Joseph-Hugues Fabisch schuf die Figur der Aufnahme Mariens in den Himmel, Thomas-Joseph Armand-Calliat (1822–1901) den Kreuzweg, sein Sohn eine Josefsstatue. Émilien Cabuchet ist der Schöpfer einer Herz-Jesu-Figur von 1893. Der Bildhauer Ferdinand Parpan (1902–2004) schuf 1957 das 8 Meter hohe Kruzifix.

## Orgel

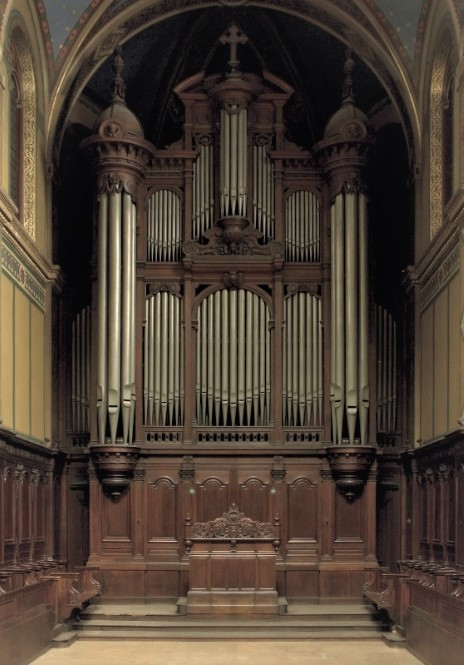
Orgel von Aristide Cavaillé-Coll (1880)

Die Orgel mit 45 Registern auf drei Manualen und Pedal wurde 1880 von Aristide Cavaillé-Coll erbaut. Bei der Einweihung führte Charles-Marie Widor, der 30 Jahre zuvor in dieser Kirche von seinem Vater in die Kunst des Orgelspiels eingeweiht worden war, seine berühmte fünfte Sinfonie auf.
Die erste Orgel der Kirche war 1838 von Joseph Callinet mit über 40 Registern auf vier Manualen und Pedal auf der Empore erbaut worden. Charles-François Widor, der Vater von Charles-Marie Widor, war hier bis 1884 Organist. 1864 erfolgte ein Umbau der Callinet-Orgel durch Cavaillé-Coll.
Aufgrund der großen Distanz zwischen der Orgel auf der Empore und der im Chorraum musizierenden Sänger der an Kirche Saint-François-de-Sales angegliederten Singschule fasste man den Entschluss, eine Chororgel in der Apsis der Kirche aufzustellen. Cavaillé-Coll entwarf eine so große Chororgel, dass das Instrument auf der Empore überflüssig wurde; die Callinet-Orgel wurde daher 1881 in die Kirche St-Bruno von Voiron (Isère) transferiert. Der bis zur Decke reichende Prospekt der neuen Orgel wurde vom Architekten Alphonse Simil in Anlehnung an Gehäuse der Renaissance skizziert.
Cavaillé-Colls Instrument blieb praktisch unverändert: 1901 wurde ein elektrisches Gebläse eingebaut, 1930 erfolgte ein Unterhalt durch Michel Merklin & Kuhn. Die Orgel hat Schleifladen mit mechanischer Registertraktur, mechanische Spieltraktur mit Barkermaschinen in den drei Manualwerken und folgende Disposition:
| I Grand-orgue C–g3 |     |
| Principal          | 16' |
| Bourdon            | 16' |
| Montre             | 8'  |
| Bourdon            | 8'  |
| Flûte harmonique   | 8'  |
| Salicional         | 8'  |
| Prestant           | 4'  |
| Flûte douce        | 4'  |
| Doublette          | 2'  |
| + Fourniture IV    |     |
| + Cymbale III      |     |
| + Bombarde         | 16' |
| + Trompette        | 8'  |
| + Clairon          | 4'  |

| II Positif expressif C–g3 |    |
| Nachthorn                 | 8' |
| Flûte harmonique          | 8' |
| Dulciana                  | 8' |
| Unda maris                | 8' |
| Flûte octaviante          | 4' |
| + Doublette               | 2' |
| + Carillon I-III          |    |
| + Trompette               | 8' |
| + Basson                  | 8' |
| + Clarinette              | 8' |
| Tremolo                   |    |

| III Récit expressif C–g3 |     |
| Quintaton                | 16' |
| Diapason                 | 8'  |
| Bourdon                  | 8'  |
| Flûte harmonique         | 8'  |
| Viole de gambe           | 8'  |
| Voix céleste             | 8'  |
| Flûte octaviante         | 4'  |
| Octavin                  | 2'  |
| + Cornet V               |     |
| + Basson                 | 16' |
| + Trompette              | 8'  |
| Basson-Hautbois          | 8'  |
| Voix humaine             | 8'  |
| + Clairon                | 4'  |
| Tremolo                  |     |

| Pédale C–f1      |     |
| Basse acoustique | 32' |
| Contrebasse      | 16' |
| Soubasse         | 16' |
| Flûte            | 8'  |
| Violoncelle      | 8'  |
| + Bombarde       | 16' |
| + Trompette      | 8'  |

Mit + gekennzeichnete Register zählen zu den Jeux de combinaison.
- Koppeln:
  - Normalkoppeln: Cop. Pos. au G.O., Cop. Réc. au G.O., Cop. Réc. au Pos., Tirasse G.O., Tirasse Pos., Tirasse Réc.
  - Suboktavkoppeln: Octaves graves G.O., Octaves graves Pos., Octaves graves Réc.
- Nebenregister: Orage (Donner)
- Spielhilfen:  Anches G.O., Anches Pos., Anches Réc., Anches Péd., Appel G.O.

## Literatur

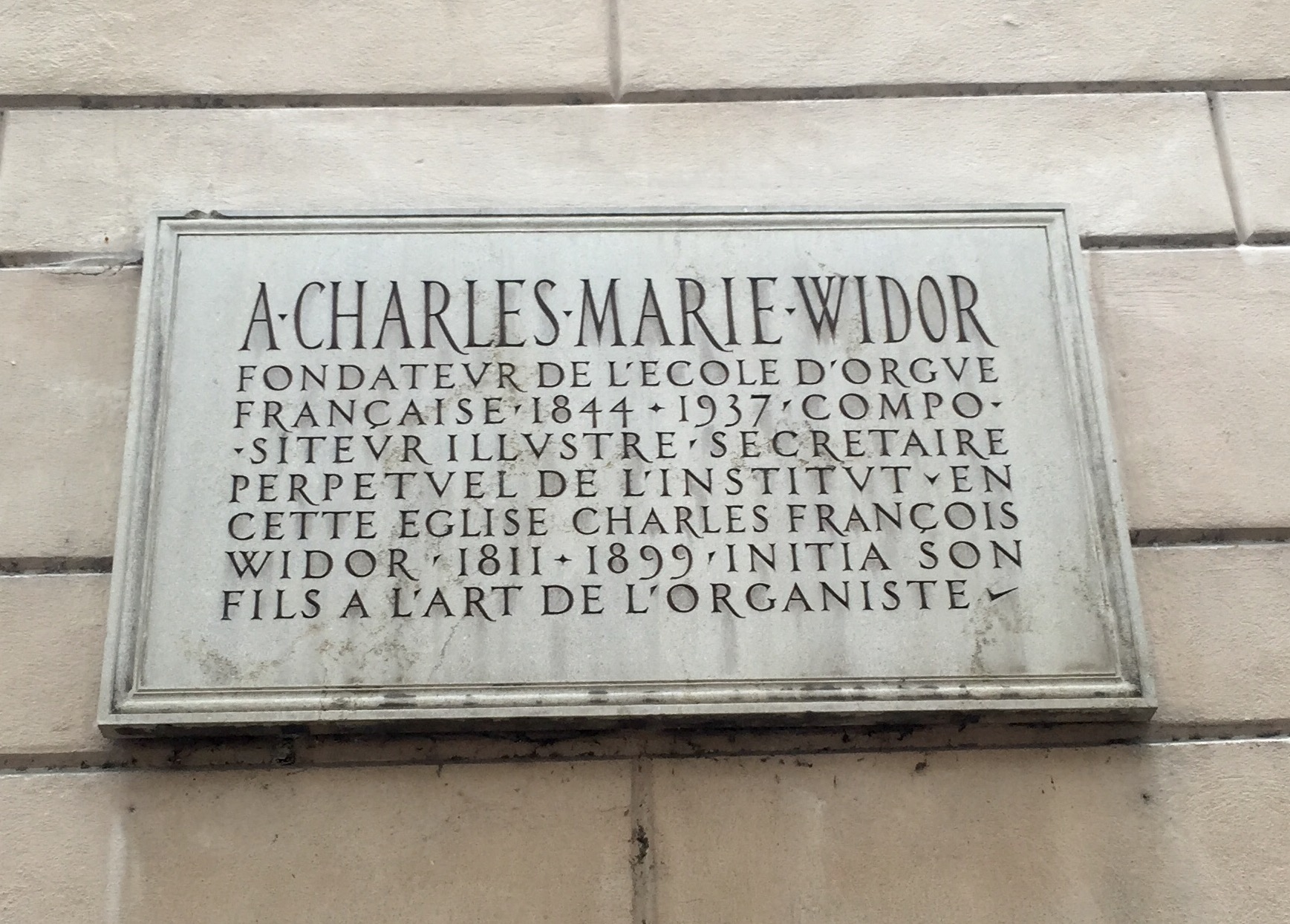
St-François-de-Sales (Lyon)